# Steve Lehman
Steve Lehman (New York, 1978) is een Amerikaanse jazzsaxofonist en componist.

## Biografie
Lehman groeide op in Hartford en woonde een langere periode in Frankrijk. Hij bezocht de Milton Academy en studeerde aan de Wesleyan University. Tijdens zijn highschooltijd was hij leerling van Anthony Braxton, Jay Hoggard en Jackie McLean aan de Hartt School of Music, later studeerde hij bij Alvin Lucier, Ron Kuivila en Pheeroan akLaff.
Sinds eind jaren 1990 trad hij in New York op met muzikanten als Kevin O'Neil, Tomas Fujiwara, Taylor Ho Bynum, Tony Leone en Warren Byrd. In 2002 kwam hij naar Parijs met het Fulbright-programma, waar hij seminaries gaf aan het Conservatoire de Paris, maar hij concerteerde ook met Michel Edelin. Sinds 2006 werkte hij een promotiestudie in compositie af aan de Columbia University onder Fabien Lévy, Tristan Murail, George Lewis en Fred Lerdahl. In 2010 trad hij met een eigen oktet op tijdens het Moers Festival. In 2018 behoort hij tot het Vijay Iyer Sextet.
Sinds 2001 bracht Lehman meerdere albums uit als jazzleader. Daarnaast werd hij ook bekend als componist van orkestrale en kamermuzikale werken. In 2014 kreeg Lehman de met 275.000 dollar gedoteerde Doris Duke Artist Award. In hetzelfde jaar werd het album Mise en Abîme van zijn oktet in de jaarlijkse criticus-poll door NPR gekozen tot beste jazzalbum van het jaar. In 2015 won hij in de criticus-polls van DownBeat in de categorie «Rising Star».

## Discografie
- 2001: Structurale Fire met John Hébert, Kevin Norton, Kevin O'Neil
- 2001: Camouflage met Roy Campbell, John Hebert, Kevin Norton, Kevin O'Neil
- 2003: Steve Lehman's Camouflage Trio Interface met Pheeroan akLaff, Mark Dresser
- 2004: Artificial Light met Chris Dingman, Drew Gress, Eric McPherson, Mark Shim
- 2005: Demian as a Posthuman met Vijay Iyer, Eric McPherson, Meshell Ndegeocello, Tyshawn Sorey
- 2007: On Meaning met Chris Dingman, Jonathan Finlayson, Drew Gress, Tyshawn Sorey
- 2009: Travail, Transformation, and Flow
- 2012: Dialect Flourescent, met zijn trio uit Damion Reid, Matt Brewer, Pi Recordings
- 2016: Sélébéyone (Pi Recordings), met Gaston Bandimic, Hprizm, Maciek Lasserre, Carlos Homs, Drew Gress, Damion Reid
- 2019: The People I Love met Craig Taborn, Matt Brewer, Damion Reid

- Bibsys: 1507616672317
- Bibliothèque nationale de France: cb15975599b (data)
- Gemeinsame Normdatei: 1071157027
- International Standard Name Identifier: 0000 0000 5524 0176
- Library of Congress Control Number: no2008061620
- MusicBrainz: 45626bca-9fc5-4afd-9d84-386504dcd069
- Réseau des bibliothèques de Suisse occidentale: 02-A013665793
- Système universitaire de documentation: 152279172
- Virtual International Authority File: 41648829
- WorldCat: E39PBJmhPxV8WR6x4jdVJ79bh3